# E. G. Marshall
Pour les articles homonymes, voir Marshall.
E. G. Marshall, de son vrai nom Everett Eugene Grunz, est un acteur américain né le 18 juin 1914 à Owatonna (Minnesota) et mort le 24 août 1998 à Bedford (État de New York).

## Biographie
Il est décédé du cancer[réf. souhaitée].

## Filmographie

### Cinéma
- 1945 : La Maison de la 92e rue (The House on 92nd Street) : l'employé de la morgue
- 1947 : 13, rue Madeleine (13 Rue Madeleine) : Emile
- 1947 : Untamed Fury d'Ewing Scott : Pompano
- 1948 : Appelez nord 777 (Call Northside 777) : Rayska
- 1954 : Ouragan sur le Caine (The Caine Mutiny) d'Edward Dmytryk : le capitaine de corvette Challee
- 1954 : La Lance brisée (Broken Lance) : Horace
- 1954 : Du plomb pour l'inspecteur (Pushover) : le lieutenant Carl Eckstrom
- 1954 : Le Calice d'argent : Ignatius
- 1954 : The Bamboo Prison : le père Francis Dolan
- 1955 : La Main gauche du Seigneur (The Left Hand of God) : Dr David Sigman
- 1956 : Énigme policière (The Scarlet Hour) de Michael Curtiz : le lieutenant Jennings
- 1956 : La Neige en deuil (The Mountain) : Solange
- 1957 : La Nuit des maris (The Bachelor Party) : Walter
- 1957 : Douze hommes en colère (12 Angry Men) de Sidney Lumet : le juré no 4
- 1957 : Man on Fire : Sam Dunstock
- 1958 : Les Boucaniers (The Buccaneer) : le gouverneur William Claiborne
- 1959 : Le Voyage (The Journey) : Harold Rhinelander
- 1959 : Le Génie du mal (Compulsion) de Richard Fleischer : le procureur Harold Horn
- 1960 : Cet homme est un requin (Cash McCall) de Joseph Pevney : Winston Conway
- 1961 : Ville sans pitié : le colonel Jerome Pakenham
- 1966 : La Poursuite impitoyable (The Chase) : Val Rogers
- 1966 : Opération Opium (The Poppy Is Also a Flower) : Coley
- 1966 : Paris brûle-t-il ? : Powell
- 1969 : Le Pont de Remagen (The Bridge at Remagen) : le général de brigade Shinner
- 1970 : Tora ! Tora ! Tora ! : le colonel Rufus G. Bratton
- 1971 : The Pursuit of Happiness de Robert Mulligan : Daniel Lawrence
- 1976 : Independence : le narrateur
- 1977 : Billy Jack Goes to Washington : le sénateur Joseph Paine
- 1978 : Intérieurs (Interiors) : Arthur
- 1980 : Superman 2 : le président
- 1981 : Gangster Wars (en) de Richard C. Sarafian : le narrateur
- 1982 : Creepshow, section They're Creeping Up On You : Upson Pratt
- 1985 : La gran fiesta
- 1986 : My Chauffeur : Witherspoon
- 1986 : Les Coulisses du pouvoir (Power) : le sénateur Sam Hastings
- 1989 : Le sapin a les boules (National Lampoon's Christmas Vacation) : Art Smith
- 1990 : Deux yeux maléfiques (Due occhi diabolici), section The Facts in the Case of Mr. Valdemar : Steven Pike
- 1992 : Russian Holiday (en) de Greydon Clark : Joe Meadows
- 1992 : Jeux d'adultes (Consenting Adults) : George Gordon
- 1995 : Nixon d'Oliver Stone : John Mitchell
- 1997 : Les Pleins Pouvoirs (Absolute Power) : Walter Sullivan

### Télévision
- 1957 : Alfred Hitchcock Presents, épisode Pris au piège (Four O'Clock) :
- 1959 : The Cherry Orchard : Lopanim
- 1960 : The Master Builder : Solness
- 1960 : The Sacco-Vanzetti Story : William Thompson
- 1961 : Les Accusés (The Defenders) : Lawrence Preston
- 1964 : The Presidency: A Splendid Misery
- 1968 : Flesh and Blood : John
- 1968 : A Case of Libel : Coles
- 1969 : The Bold Ones: The New Doctors : Dr David Craig
- 1969 : The Littlest Angel : Dieu
- 1969 : Government Story : le narrateur
- 1970 : A Clear and Present Danger : le sénateur Stowe
- 1970 : Le Virginien (TV) saison 9 épisode 08 (Lady at the bar) : Judge Elmo J.Carver
- 1971 : Vanished : Arthur Ingram
- 1971 : The City : Sheridan Hugotor
- 1971 : Ellery Queen: Don't Look Behind You : Dr Cazalis
- 1971 : Le Virginien saison 9 épisode 14 (Nan Allen) : Le Juge Carver
- 1972 : Look Homeward, Angel
- 1972 : La Deuxième Vie du colonel Schraeder : James Wright
- 1972 : American Lifestyle : le narrateur
- 1973 : Money to Burn : Jed Finnegan
- 1975 : L'Enquête de Monseigneur Logan (The Abduction of Saint Anne) : l'évêque Francis Paul Logan
- 1976 : Collision Course: Truman vs. MacArthur : Harry S. Truman
- 1978 : The Lazarus Syndrome : Dr Mendel
- 1979 : Vampire : Harry Kilcoyne
- 1979 : Disaster on the Coastliner (en) : Roy Snyder
- 1981 : Chronique des années 30 (en) (The Gangster Chronicles) : le narrateur
- 1981 : The Phoenix : Dr Ward Frazier
- 1982 : Eleanor, First Lady of the World : John Foster Dulles
- 1983 : Kennedy : Joseph Patrick Kennedy
- 1983 : Saigon: Year of the Cat : l'ambassadeur
- 1983 : The Winter of Our Discontent : Mr. Baker
- 1986 : État de crise (Under Siege) : Harold Sloan
- 1986 : Ike : Dwight D. Eisenhower
- 1987 : At Mother's Request : Franklin Bradshaw
- 1988 : Tanner '88 : le père de Tanner
- 1988 : Emma: Queen of the South Seas : Ulysses S. Grant
- 1988 : Les Orages de la guerre (War and Remembrance) : Dwight D. Eisenhower
- 1989 : The Hijacking of the Achille Lauro : Stanley Kubacki
- 1991 : Ironclads : le commandeur Smith
- 1993 : Les Tommyknockers (The Tommyknockers) : Ev Hillman
- 1994 : Oldest Living Confederate Widow Tells All : le professeur Taw
- 1997 : Les Patients de Mademoiselle Evers (Miss Evers' Boys) : le doyen du Sénat
- 1997 : Vengeance par amour (The Defenders: Payback) (TV) : Lawrence Preston
- 1998 : The Defenders: Choice of Evils : Lawrence Preston